# Centaurea dubia
Centaurea dubia là một loài thực vật có hoa trong họ Cúc. Loài này được Suter mô tả khoa học đầu tiên năm 1802.